# Orso Orsini
Orso Orsini (... – Viterbo, luglio 1479) è stato un condottiero italiano, duca di Ascoli Satriano, marchese di Atripalda e conte di Nola e Soave.

## Biografia
Figlio illegittimo di Gentile Orsini di Pitigliano, fu soldato di ventura di Alfonso V d'Aragona e poi di Francesco Sforza, dal 1450 al 1459 combatté valorosamente per la Repubblica di Venezia.
Nel 1460 vinse insieme a Giovanni II d'Angiò-Valois la battaglia di Sarno, ma, passando al servizio di Ferrante d'Aragona, ricevette vari titoli nobiliari.

## Discendenza
Orso Orsini si sposò con Elisabetta dell'Anguillara († 1496), figlia di Dolce II dell'Anguillara e di Rita Sanguigni, da cui ebbe due figli, Napoleone e Roberto.